# Enzo Pensotti
Enzo Pensotti (Novara, 13 aprile 1894 – Novara, 21 maggio 1969) è stato un calciatore italiano, di ruolo difensore.

## Carriera
Proveniente dalla Voluntas, fu tra i pionieri del Novara ed il 7 maggio 1911 era in campo a Busto Arsizio nella vittoriosa amichevole (1-4) contro il Foot Ball Club Aurora. Faceva coppia con il capitano Baldi e divennero popolari con i vezzeggiativi di Pik e Pak.
Passato all'Inter il 23 ottobre 1912, senza giocarvi nel frattempo alcun incontro, il successivo 10 novembre tornò ad indossare irregolarmente la maglia del Novara nella vittoriosa trasferta (0-1) contro il Piemonte. In seguito a questa irregolarità il Consiglio Direttivo della FIGC diede la partita vinta agli avversari e multò il Novara di 50 lire.
Ebbe modo di partecipare con la Pro Vercelli ad una serie di incontri amichevoli in America del Sud nell'estate del 1914.
Allo scoppio della Grande Guerra venne aggregato alla 2ª Sezione di Sanità e si congedò il 19 settembre 1919 con il grado di sergente.
Riprese quindi a giocare con il Novara nella stagione 1919-1920. Nel complesso Pensotti disputò con i gaudenziani cinque campionati, tutti di Prima Categoria, la massima serie di allora, per un totale di 56 presenze.
Terminata la carriera di calciatore, Pensotti divenne un funzionario dell'Enel.